# José Materán
José Santiago Materán Suárez (Barquisimeto, Lara; 17 de agosto de 1996) es un jugador de baloncesto venezolano que pertenece a la plantilla de Gaiteros del Zulia de la SPB. Con 1,96 metros de estatura, juega en la posición de escolta.

## Trayectoria
José Materán es uno de los tantos jóvenes que ha iniciado su carrera de jugador de baloncesto en el TNT (Transformación de Nuevos Talentos), programa bandera de Marinos de Anzoátegui desde hace más de 27 años.

### Marinos
Llegó al Acorazado Oriental en la temporada de 2014, con apenas 16 años, siempre mostró cualidades para ser un gran tirador desde la línea de los tres puntos, hasta que se ganó la oportunidad de debutar con el equipo grande con el entrenador Sergio Valdeolmillos. José Santiago aprovechó al máximo su estadía en el equipo grande durante la temporada de la Liga Profesional de Baloncesto de Venezuela 2015-16, y compartir con grandes figuras lo ayudó a madurar.
```
“Tener la experiencia de haber jugado la temporada pasada con el primer equipo de Marinos me ayudó a llegar aquí con otra mentalidad, estuve con profesionales como Oscar Torres que fue NBA y sabe lo que es jugar fuera del país, Diego Guevara, Juan Herrera, José Vargas, ellos tienen mucho tiempo jugando y me daban muchos consejos de que hacer y cómo trabajar para mejorar las cosas, eso lo pongo en práctica aquí siempre”.
[
2
]
```

Llegó a disputar 21 partidos promediando 21 puntos en su único partido en la Liga de las Américas 2016 en 35 minutos de juego y 1,35 puntos en 20 partidos de juego por la LPB.

### Bahía Basket
Llegó para la temporada de la Liga Nacional de Básquet 2016-17 a prueba, comenzó disputando la Liga de Desarrollo y convenció a la directiva del equipo bahiense. Sobre su adaptación decía;
```
“Mi proceso de adaptación sigue evolucionando, el estilo es muy diferente a lo que jugamos en Venezuela, aquí la defensa es lo primordial, me costó mucho al principio, pero ya he estado mejorando todos los aspectos que me piden los entrenadores de la organización y gracias a eso he ganado oportunidades para jugar con el primer equipo”.
''
[
2
]
```

Para la temporada de la Liga Nacional de Básquet 2017-18 se confirmó la continuidad del escolta y en noviembre del mismo año volvió a ser integrado en el plantel que disputaría la Liga de Desarrollo.
El 24 de enero de 2019 se confirmó la desvinculación de José del equipo de Bahía.  El escolta promedió 5.8 puntos, 2.4 rebotes y 0.6 asistencias por encuentro, con 15.38 minutos de promedio por aparición en la Liga Nacional de Básquet 2018-19.

### Guaiqueríes de Margarita
El 27 de marzo de 2021 Guaiqueríes de Margarita oficializó la contratación del escolta José Materán por un año, de cara a la segunda edición de la Superliga de Baloncesto de Venezuela.

### Gladiadores de Anzoátegui
El 2 de septiembre de 2021 se conoce la noticia que José Materán pasa a formar parte de Gladiadores de Anzoátegui para disputar la Copa Superliga 2021.

## Selección nacional
Materán juega en la selección de baloncesto de Venezuela desde 2017. 
En 2022 fue parte del plantel que disputó la FIBA AmeriCup.
Durante agosto y septiembre de 2023 fue integrante de la selección de Venezuela que participó en el Mundial de 2023 celebrado en Asia, y que finalizó en trigésimo lugar.